# Wojewódzki Specjalistyczny Szpital Dziecięcy w Olsztynie
Wojewódzki Specjalistyczny Szpital Dziecięcy w Olsztynie istnieje od 1954 roku. Zaspokaja potrzeby zdrowotne dzieci i młodzieży od okresu noworodkowego do 18. roku życia w zakresie diagnostyki, leczenia szpitalnego, rehabilitacji leczniczej i ambulatoryjnej opieki specjalistycznej. Jeśli jest niezbędna kontynuacja leczenia Szpitalu, możliwa jest opieka nad pacjentami do wieku 25 lat. Część swojej oferty szpital kieruje również do pacjentów dorosłych. Dotyczy to przede wszystkim badań diagnostycznych, ale także porad specjalistycznych i rehabilitacji leczniczej. W 2017 r. placówka zajęła 1. miejsce w kraju w kategorii szpitali pediatrycznych w Rankingu Szpitali dziennika Rzeczpospolita i Centrum Monitorowania Jakości w Ochronie Zdrowia. 

## Historia szpitala – wybrane daty
- Luty 1954 r. – Powstał Wojewódzki Specjalistyczny Szpital Dziecięcy w adaptowanym budynku przy ul. Wyspiańskiego w Olsztynie
- Marzec 1954 r. – Uroczystego otwarcie placówki. Szpitalowi nadano imię profesora Stanisława Popowskiego.
- Wrzesień 1959 r. – W Wojewódzkim Specjalistycznym Szpitalu Dziecięcym zorganizowano szkołę i przedszkole
- Listopad 1961 r. – Wmurowanie kamienia węgielnego pod budowę nowego szpitala dziecięcego przy ul. Żołnierskiej 18.
- Marzec 1967 r. – Przeniesienie szpitala do nowego budynku przy ul. Żołnierskiej
- Czerwiec 1998 r. – Oddanie do użytku kompleksu pawilonu rehabilitacyjnego.
- Grudzień 2004 r. – Powstaje jedyny w województwie Szpitalny Oddział Ratunkowy dla Dzieci.
- Grudzień 2012 r. – Oddanie nowego, liczącego 6 tys. m kw. powierzchni użytkowej południowego skrzydła szpitala.
- Maj 2018 r. – Rusza kolejna rozbudowa, tym razem skrzydła północnego.
- Maj 2018 r. – W Ministerstwie Zdrowia podpisana została umowa na budowę i wyposażenie Centrum Urazowego dla Dzieci.

## Kliniki i oddziały szpitalne
- Szpitalny Oddział Ratunkowy Dla Dzieci
- Oddział Intensywnej Terapii I Anestezjologii
- Oddział Kliniczny Chirurgii i Urologii Dziecięcej
- Oddział Ortopedyczno-Urazowy
- Oddział Kliniczny Patologii i Wad Wrodzonych Noworodków I Niemowląt
- Oddział Kliniczny Onkologii I Hematologii Dziecięcej
- Klinika Pediatrii – Oddział Pediatryczny II Wielospecjalistyczny Z Pododdziałem Kardiologii i Nefrologii Dziecięcej
- Oddział Neurologiczny Dla Dzieci
- Klinika Rehabilitacji
- Klinika Pediatrii – Oddział Pediatryczny IV Wielospecjalistyczny z Pododdziałem Alergologii
- Oddział Pediatryczny VI  Reumatologiczno-Endokrynologiczny
- Oddział Pediatryczny V Chorób Zakaźnych
- Oddział Chirurgii Głowy i Szyi w Zakresie Chirurgii Szczękowo-Twarzowej
- Oddział Chirurgii Głowy i Szyi w Zakresie Okulistyki
- Oddział Chirurgii Głowy i Szyi w Zakresie Otolaryngologii

## Poradnie specjalistyczne
- Poradnia Alergologiczna
- Poradnia Gruźlicy i Chorób Płuc
- Poradnia Audiologiczna
- Poradnia Chirurgiczna
- Poradnia Chirurgii Plastycznej
- Poradnia Chorób Zakaźnych i Szczepień
- Poradnia Cukrzycowa
- Poradnia Dermatologiczna
- Poradnia Dietetyczna
- Poradnia Foniatryczna
- Poradnia Gastroenterologiczna
- Poradnia Genetyczna
- Poradnia Hematologiczno-Onkologiczna
- Poradnia Kardiologiczna
- Poradnia Laryngologiczna
- Poradnia Logopedyczna i Surdologopedyczna
- Poradnia Chorób Matabolicznych
- Poradnia Nefrologiczna
- Poradnia Okulistyczna i Retinopatii Wcześniaczej
- Poradnia Preluksacyjna
- Poradnia Psychologiczna
- Poradnia Rehabilitacyjna
- Poradnia Reumatologiczna
- Poradnia Endokrynologiczna
- Poradnia Urologiczna
- Poradnia Neonatologiczna, Zaburzeń Laktacyjnych i Wspomagania Rozwoju Dziecka
- Poradnia Neurologiczna
- Poradnia Ortopedyczna
- Poradnia Leczenia Zeza
- Poradnia Ortodontyczna
- Poradnia Centrum Diagnostyki, Terapii i Leczenia Autyzmu
- Poradnia Wad Postawy
- Poradnia Stomatologiczna
- Poradnia Medycyny Podróży i Chorób Tropikalnych